# Clorindaia cyphora
Clorindaia cyphora är en insektsart som beskrevs av Blocker och Fang 1992. Clorindaia cyphora ingår i släktet Clorindaia och familjen dvärgstritar. Inga underarter finns listade i Catalogue of Life.